# Linda Ravin Lodding
Linda Ravin Lodding, född 7 april 1963, är en amerikansk-svensk barnboksförfattare.
År 2012 tilldelades hon Comstock-Gág Read Aloud book award för boken The Busy Life of Ernestine Buckmeister.

## Biografi
Linda Ravin Lodding är född i New York, men växte upp i bland annat Florida,  Kentucky och New Jersey. Ravin Lodding har en filosofie kandidat i engelska från Columbia University, och har studerat ekonomi, till en Master of Business Administration från Stern School of Business, vid New York University.
När hon blev mor i slutet av 1990-talet fascinerades hon av bilderböcker för barn. Hon började skriva själv, deltog i skrivarkurser där barnböcker analyserades, och fick sin första bok, The Busy Life of Ernestine Buckmeister, publicerad 2011.
I vuxen ålder har hon bland annat bott i Österrike och Nederländerna innan hon flyttade till Stockholm i början av 2010-talet.
Linda Ravin Lodding är engagerad i Global Child Forum, en svensk ideell stiftelse med fokus på barns rättigheter inom företagssektorn, och hon blev kommunikationschef där 2017.